# Frederick Burr Opper

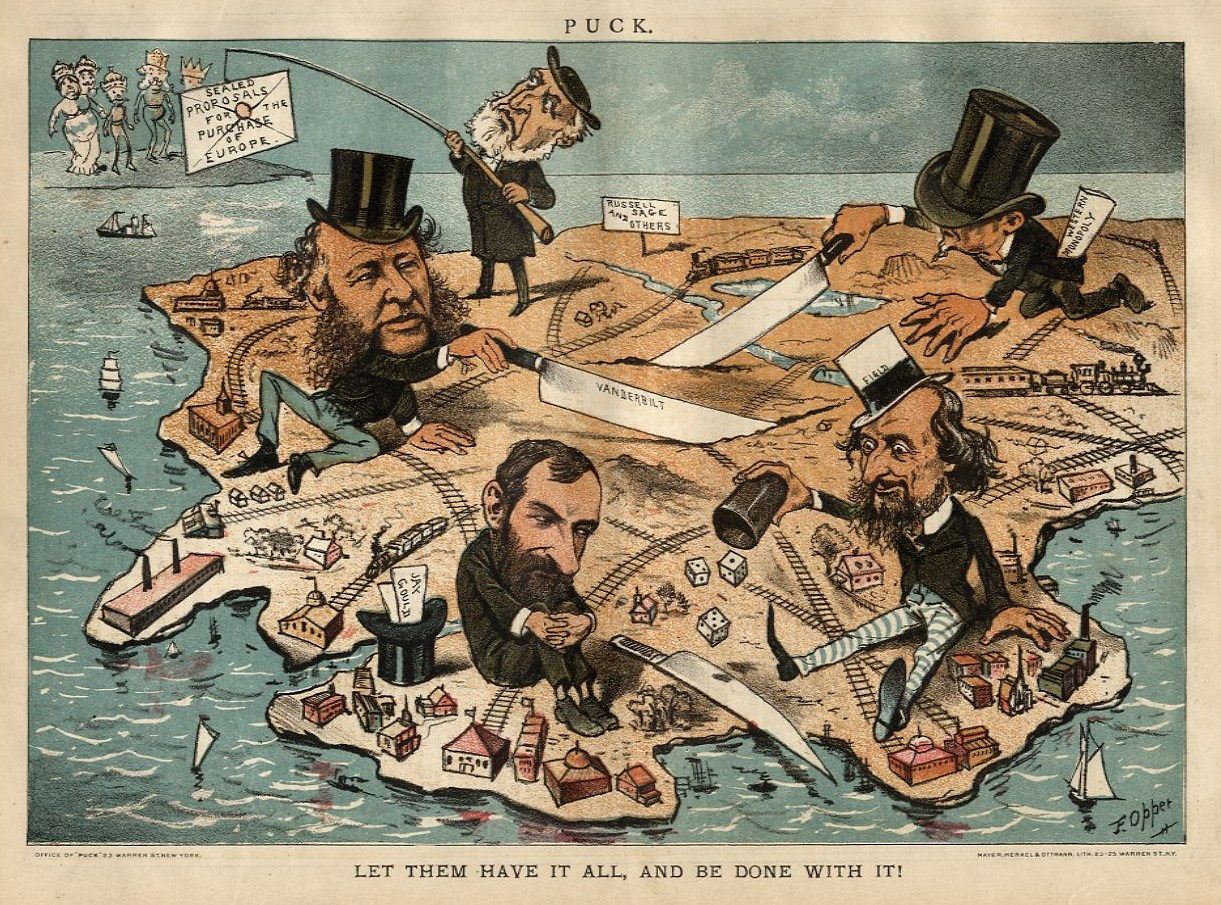
Vignetta satirica di Opper apparsa sul Puck nel 1885

Frederick Burr Opper (Madison, 2 gennaio 1857 – New Rochelle, 28 agosto 1937) è stato un fumettista statunitense, è considerato uno dei pionieri del mondo dei fumetti noto soprattutto per il suo fumetto Happy Hooligan.

## Biografia
Nato a Madison, Ohio (USA), primogenito di 4 figli lasciò la scuola pubblica per andare a lavorare nel giornale locale, il Madison Gazzette, come apprendista alla stampa, all'età di 16 anni si trasferisce a New York dove lavorò in un negozio e continuò con la sua passione del disegno, studiò per un breve periodo alla Cooper Union, seguito da un breve periodo come allievo e assistente dell'illustratore Frank Beard.
Opper sposò Nellie Barnett il 18 maggio 1881 dal loro matrimonio nacquero tre figli: Lawrence, Anna e Sophia.

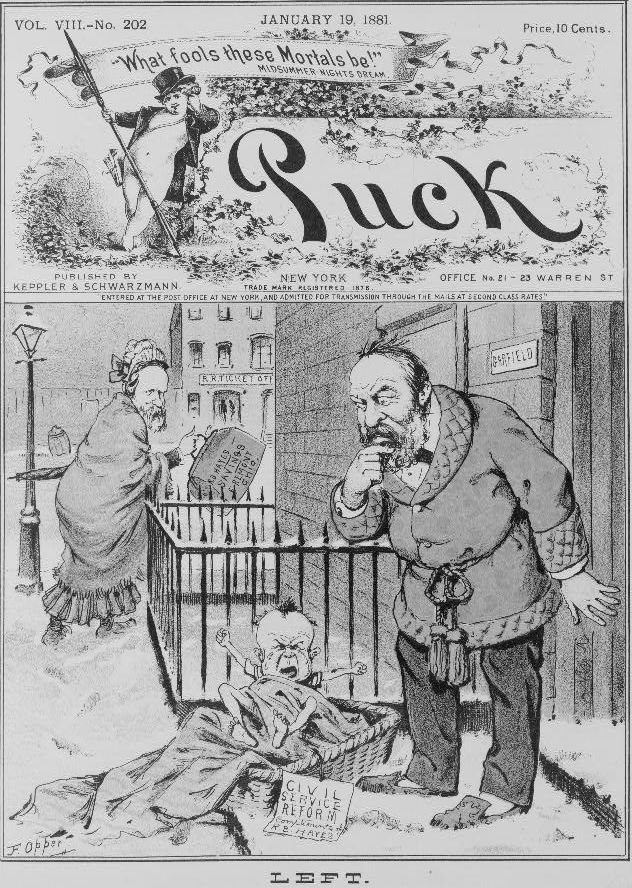
Copertina del Puck del 19 gennaio 1881 disegnata da Opper

## Carriera

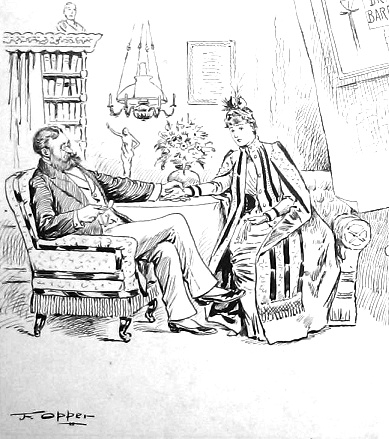
Vignetta di Opper sul Puck (circa 1890)

La prima vignetta (cartoon) di Opper fu pubblicata nel 1876 sul Wild Oats seguito da altri fumetti e illustrazioni sul mensile Scribner e sul St.Nicholas Magazine. Ha lavorato come illustratore per l'editore Frank Leslie tra il 1877-1880. Opper è stato poi ingaggiato per disegnare per il Puck dagli editori Joseph Keppler e Adolph Schwarzmann. Rimase con il Puck per 18 anni (1880-1898) dove disegnò di tutto anche le copertine.
Nel 1899, Opper accettò un'offerta da parte di William Randolph Hearst per un lavoro all New York Journal e qui nacque il suo più grande successo la striscia Happy Hooligan.
Altre popolari strip di Opper sono:
- Alphonse and Gaston
- And Her Name Was Maud
- Howsan Lott and Our Antediluvian Ancestors.

Opper fu anche disegnatore di vignette su satira politica e illustratore di libri.
Il suo lavoro è apparso in varie testate di Hearst sul:New York Journal ,Boston American, Chicago Examiner, San Francisco Examiner e Los Angeles Examiner .
Opper aveva anche l'hobby della pittura.
Si ritirò nel 1934 e morì tre anni dopo nella sua casa di New Rochelle, New York ed è stato cremato.